# Stephanoaetus
Genre
Stephanoaetus est un genre d'aigles dont la seule espèce encore vivante est l'Aigle couronné (Stephanoaetus coronatus).
On le trouve en Afrique sub-saharienne et à Madagascar.

## Liste des espèces
D'après la classification de référence (version 14.1, 2024) de l'Union internationale des ornithologues, le genre Stephanoaetus est monospécifique :
- Stephanoaetus coronatus (Linnaeus, 1766) — Aigle couronné.

Les fossiles d'une espèce disparue ont été retrouvés :
- † Stephanoaetus mahery Goodman, 1994.